# Trogocrada dimorpha
Trogocrada dimorpha is een vlinder uit de familie slakrupsvlinders (Limacodidae). De wetenschappelijke naam van deze soort is voor het eerst geldig gepubliceerd in 1964 door Janse.
De soort komt voor in tropisch Afrika.